# Andreas Kötzing
Andreas Kötzing (* 1978 in Grevesmühlen) ist ein deutscher Historiker.

## Leben und Werk
Andreas Kötzing wuchs in Mecklenburg auf. 1998 begann er ein Studium der Mittleren und Neueren Geschichte sowie der Kulturwissenschaften an der Universität Leipzig, das er 2004 abschloss. Anschließend war Kötzing als Volontär bei der Bundeszentrale für politische Bildung in Bonn und beim Sachbuchverlag C.H. Beck in München sowie als Referent in der Hans-Böckler-Stiftung in Düsseldorf tätig. 2007 begann er wiederum an der Universität Leipzig sein Promotionsvorhaben zur Kultur- und Filmpolitik im Kalten Krieg, das er 2012 abschloss. Seit 2013 arbeitet Kötzing als wissenschaftlicher Mitarbeiter am Hannah-Arendt-Institut für Totalitarismusforschung in Dresden. Zudem ist er Lehrbeauftragter an der Universität Leipzig.
Kötzings Forschungsinteressen liegen unter anderem in der Deutsch-Deutschen Nachkriegsgeschichte, der Film- und Mediengeschichte des 20. und 21. Jahrhunderts, der Geschichte der DEFA und der DDR-Erinnerungskultur. 2018 entstand in einem gemeinsamen Projekt zwischen dem Hannah-Arendt-Institut und der DEFA-Stiftung unter seiner Leitung eine Online-Datenbank zur Arbeit des Interministeriellen Ausschusses für Ost/West-Filmfragen und zur Zensur von DEFA-Filmen in der BRD.
Für eine Recherche zum Umgang mit retuschierten und inszenierten Bildern vom Reichstagsbrand wurde er im November 2024 mit dem „Zeitgeschichte digital“-Preis des Leibniz-Zentrums für Zeithistorische Forschung in der Kategorie Wissenschaftskommunikation ausgezeichnet.

## Publikationen (Auswahl)
- Die Internationale Leipziger Dokumentar- und Kurzfilmwoche in den 1970er Jahren. Eine Studie über das »politische Profil« des Festivals. Leipziger Universitätsverlag, Leipzig 2004, ISBN 3-8658-3003-X.
- Kultur- und Filmpolitik im Kalten Krieg. Die Filmfestivals von Leipzig und Oberhausen in gesamtdeutscher Perspektive. Wallstein Verlag, Göttingen 2013, ISBN 978-3-8353-1264-7.
- als Hrsg. (mit Detlev Brunner und Udo Grashoff): Asymmetrisch verflochten? Neue Forschungen zur gesamtdeutschen Nachkriegsgeschichte. Christoph Links, Berlin 2013, ISBN 978-3-8615-3748-9.
- als Hrsg.: „Die Sicherheit des Festivals ist zu gewährleisten!“ Kritische Jugend, die Leipziger Dokfilmwoche und das Ministerium für Staatssicherheit. Mitteldeutscher Verlag, Halle 2014, ISBN 978-3-9546-2342-6
- als Hrsg. (mit Ralf Schenk): Verbotene Utopie. Die SED, die DEFA und das 11. Plenum. Bertz + Fischer Verlag, Berlin 2015, ISBN 978-3-86505-406-7.
- als Hrsg.: Bilder der Allmacht. Die Staatssicherheit in Film und Fernsehen. Wallstein Verlag, Göttingen 2018, ISBN 978-3-8353-3284-3